# Hemiceras pallidula
Hemiceras pallidula är en fjärilsart som beskrevs av Achille Guenée 1852. Hemiceras pallidula ingår i släktet Hemiceras och familjen tandspinnare. Inga underarter finns listade i Catalogue of Life.